# جوناثان ديفيد كاتس
جوناثان ديفيد كاتس (بالإنجليزية: Jonathan David Katz)‏ هو مؤرخ الفن أمريكي، ولد في 1958 في سانت لويس في الولايات المتحدة.